# ミコワイ・ポトツキ
ミコワイ・ポトツキ（ポーランド語:Mikołaj Potocki、1595年 - 1651年11月20日）は、ポーランド・リトアニア共和国の大貴族、軍司令官。1637年から1646年までポーランド野戦ヘトマンを、1646年から1651年までポーランド大ヘトマンを務めたほか、1636年よりブラツワフ県知事の、1646年よりクラクフ城代の任にあった。ニェジュヴィエジャ・ワパ（Niedźwiedzia Łapa、直訳すると「熊の手」）の異名をとった。スタニスワフ・レヴェラ・ポトツキの従弟。

## 生涯
1620年のツェツォラの戦いではトルコ軍側の捕虜となった。1633年のパニョフツェの戦いでは、イェレミ・ヴィシニョヴィエツキ公やスタニスワフ・コニェツポルスキとともに、アバズィ・パシャ麾下のトルコ軍に勝利した。
1637年、パウロー・パウリュークが率いるウクライナ・コサックの反乱をクメイキの戦いで破り、1638年にはザポロージャ・コサックの首領ドムィトロー・フーニャを降伏させるに至った。コサックの蜂起を鎮圧した後、ポトツキはウクライナ地方（クレスィ）に広大な所領を獲得した。ポトツキが制圧した1637年から1638年にかけてのコサックの反乱は、ルーシ県のドミニコ会修道士で歴史家のシモン・オコルスキによって詳細に記述されている。オコルスキはポトツキの遠征に随行し、彼の戦いに直接に参加した証言者であるため、その従軍日記はきわめて貴重である。
1646年のセイムでは、ポトツキは国王ヴワディスワフ4世の対トルコ戦争の計画に反対している。
彼は小作農やコサックを残酷に扱うことで知られていた。1648年に起きたフメリニツキーの反乱の一因は、ポトツキにあったとまで言われている。この反乱が発生すると、ポトツキは国王の制止命令を無視して反乱者であるコサックに攻撃を仕掛けた。彼はジョーウチ・ヴォーディの戦いおよびコールスニの戦いで敗退を重ね、ついにコサック軍に捕らえられた。1650年4月、ポトツキはヤスィール（捕虜奴隷）の身分を解かれ、7月の28日から30日にかけて繰り広げられたベレステーチュコの戦いでクリミア・タタールとコサックの連合軍を打ち破り、雪辱を果たした。1651年9月18日、彼は決着のつかなかったビーラ・ツェールクヴァの戦いの後、コサックとの和平条約を結ぶための交渉に入った。その2か月後の11月20日、ポトツキは死去した。